# Коэн, Микки
Мейер Харрис «Микки» Коэн (англ. Meyer Harris "Mickey" Cohen; 4 сентября 1913 — 29 июля 1976) — гангстер, действовавший на территории Лос-Анджелеса, имевший тесные связи с американской мафией с 1930 по 1960 годы. Один из самых видных представителей еврейской мафии середины XX века в США.

## Биография
Микки Коэн родился 4 сентября 1913 года в семье еврейских эмигрантов, выходцев из Российской империи. В возрасте шести лет Коэн продавал газеты на улице, помогал братьям Гарри и Луи. Вскоре Коэн и его братья стали настоящими преступниками (за исключением четвёртого брата, Сэма).
В 1923 году в возрасте девяти лет, Коэн поставлял алкоголь для клиентов, работая на своего старшего брата в аптеке. В том же году он был арестован, но избежал судебного преследования благодаря связям своего брата. Став подростком, Микки Коэн продолжал незаконно продавать алкоголь в Лос-Анджелесе.
Будучи подростком, Коэн начал заниматься боксом. Позднее, переехав в Нью-Йорк, участвовал в профессиональных поединках. Среди его соперников в официальных боях были три чемпиона мира в полулёгком весе — Томми Пол, Чалки Райт и Бэби Аризменди, от каждого из которых он потерпел поражение нокаутом в ранних раундах. Именно в боксе к нему прикрепилось прозвище Гангстер Микки Коэн (Gangster Mickey Cohen).
В эпоху Сухого закона Коэн поселился в Чикаго и был вовлечён в местную организованную преступность. Был арестован за убийство нескольких гангстеров во время карточной игры. После краткого пребывания в тюрьме Коэн был освобождён. Во время работы на Джейка Гузика, был вынужден бежать из Чикаго из-за крупного проигрыша в карточной игре.
Поселившись в Кливленде, Коэн работал вместе с Лу Роткопфом, партнёром Мейера Лански и Багси Сигела. Тем не менее из-за отсутствия работы в Кливленде, Роткопф дал Коэну возможность работать с Сигелем в Калифорнии.
Микки Коэн был отправлен в Лос-Анджелес к Мейеру Лански, Лу Роткопфу и Багси Сигелу. Во время их сотрудничества Коэн участвовал в создании Flamingo Las Vegas в Лас-Вегасе.

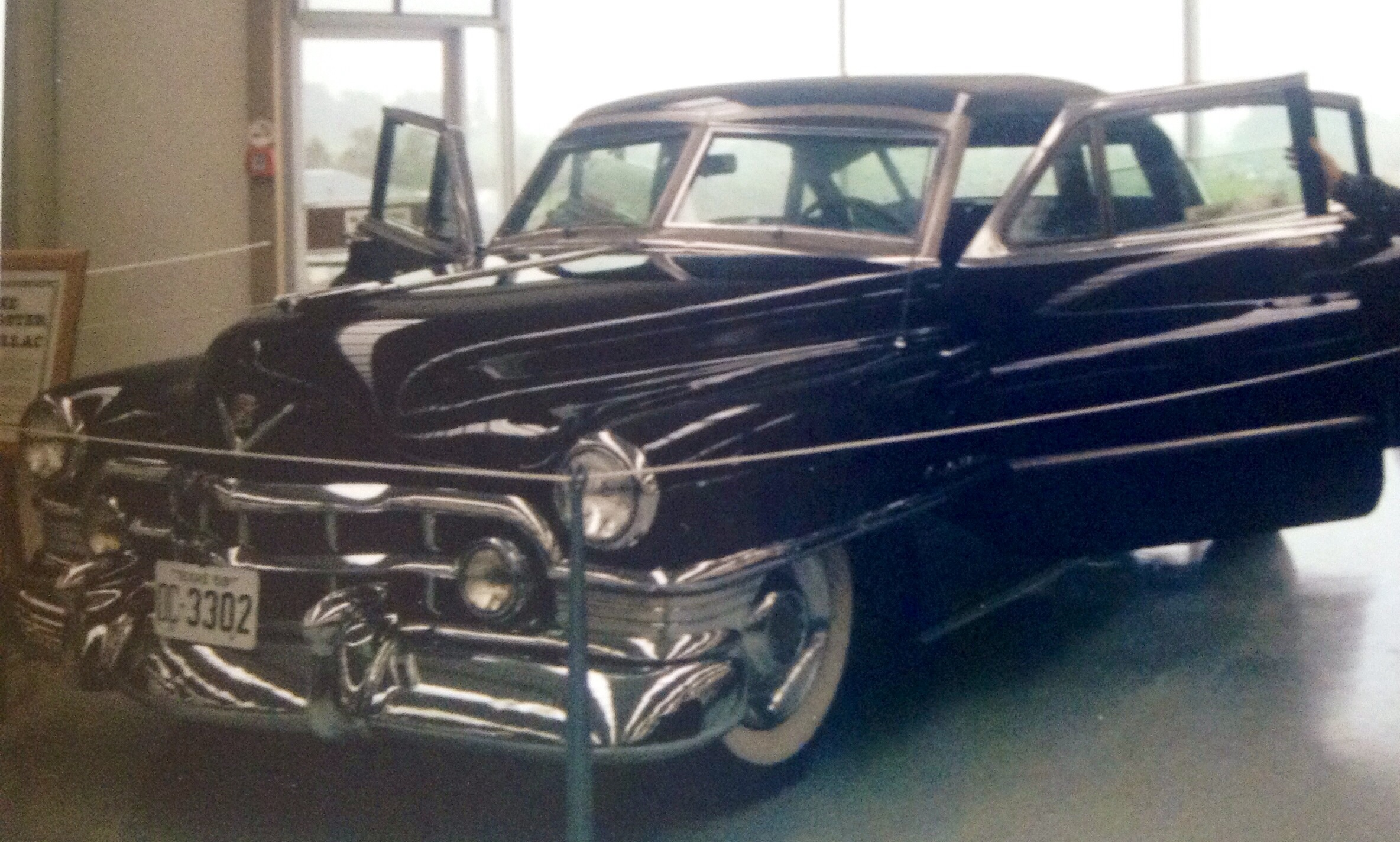
Cadillac Коэна

После нескольких покушений на свою жизнь Коэн превратил свой дом в крепость, установив прожектора и систему сигнализации, а также приобрёл бронированный автомобиль. Коэн также иногда нанимал телохранителя Джонни Стомпанато (до его убийства дочерью актрисы Ланы Тёрнер).
Вскоре Микки Коэн попал в поле зрения государства и федеральных властей. В 1950 году дела Микки Коэна были расследованы Комиссией Сената США. В результате этого расследования Коэн был признан виновным в уклонении от уплаты налогов и приговорён к четырём годам лишения свободы.
В конце 1950-х годов появился на телевидении и давал интервью Майку Уоллесу. В 1961 году Коэн был повторно осуждён за уклонение от уплаты налогов и отправлен в Алькатрас. Его бронированный Cadillac был конфискован полицией Лос-Анджелеса и в настоящее время выставлен в Музее автомобилей в Новой Зеландии. Во время пребывания Коэна в Алькатрасе один из заключённых пытался убить его куском трубы. В 1972 году Коэн был выпущен из тюрьмы в Атланте.
В 1976 году Микки Коэн скончался во сне и был похоронен в Калвер-Сити, штат Калифорния.

## Влияние на популярную культуру
- В фильме «Багси» Микки Коэна играл актёр Харви Кейтель. Кейтель получил номинацию на «Оскар» за лучшую мужскую роль второго плана.
- В фильме «Чёрная орхидея» Микки Коэн упоминается как букмекер, незаконно принимающий ставки на подпольные боксёрские поединки.
- В фильме «Секреты Лос-Анджелеса» Микки Коэна играл актёр Пол Гилфойл.
- Патрик Фишлер играет Микки Коэна в видеоигре L.A. Noire
- В фильме «Охотники на гангстеров» Коэна играет Шон Пенн.
- В сериале «Город гангстеров» Коэна играет Джереми Люк[англ.].